# معتوق في بانكوك
معتوق في بانكوك فيلم كوميدي كويتي من إنتاج شركة فروغي للإنتاج الفني لعام 2009 / 2010،
وهو فيلم من تأليف أيمن الحبيل وإخراج مازن الجبلي. حقق النجاح الغير المتوقع له وعرض في جميع دور العرض الكويتية وأخذ دورته الخليجية.
يحكي الفيلم قصة شخص كويتي يسمى معتوق يسافر إلى بانكوك ويلتقي مع شخص مصري يسمى غناوي فيصبح أحد الأصدقاء المقربين إليه، ولكنه يصادف المشاكل بسب الشبه الكبير الذي بينه وبين أحد أفراد عصابة المافيا. فتبعث إليه العصابة فتاة من أحد أفرادها اسمها ”نوى“.

## بطولة
- طارق العلي بدور معتوق
- علاء مرسي بدور قناوي
- شيري بدور نوي
- عيسى العلوي بدور جاك توربو
- نعمان حسين بدور سائق توك توك